# Fragmentos de la correspondencia con Fliess
Fragmentos de la correspondencia con Fliess (1950 [1892-99]) es una recopilación de cartas intercambiadas entre Sigmund Freud, el padre del psicoanálisis, y su colega y amigo Wilhelm Fliess. Estas cartas y manuscritos que fueron escritos entre los años 1887 y 1902, proporcionan una visión íntima de la vida y el pensamiento de Freud durante un período crucial de su desarrollo teórico que forman parte del tomo I de las Obras completas de Sigmund Freud.

## Índice

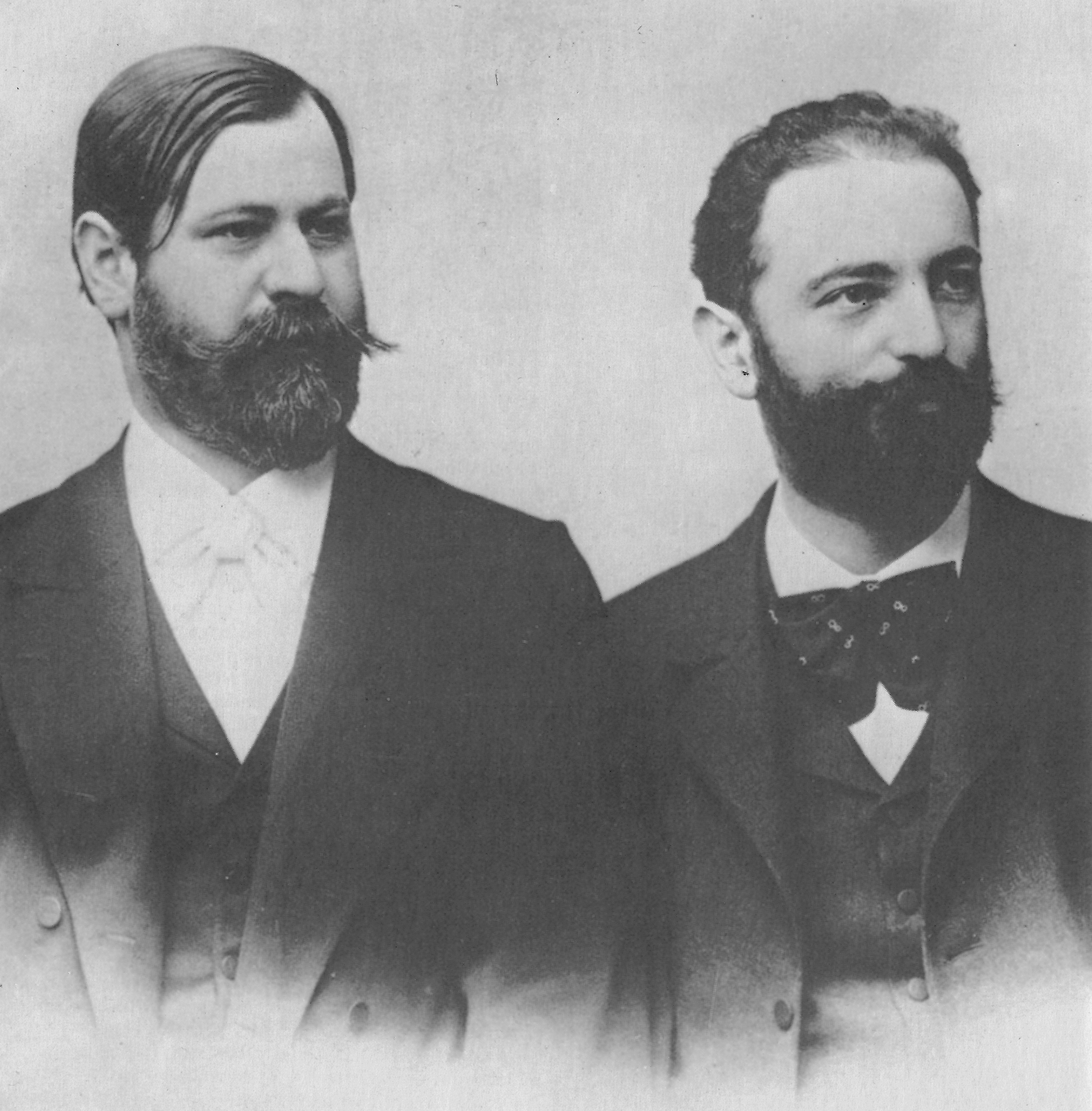
Fotografía de Sigmund Freud y Wilhelm Fliess a principios de la década de 1890

1. Manuscrito A. (Sin fecha. ¿Fines de 1892?)
2. Manuscrito B. La etiología de las neurosis (8 de febrero de 1893)
3. Carta 14 (6 de octubre de 1893)
4. Manuscrito D. Sobre la etiología y la teoría de las grandes neurosis. (Sin fecha. ¿Mayo de 1894?)
5. Carta 18 (21 de mayo de 1894)
6. Manuscrito E. ¿Cómo se genera la angustia? (Sin fecha. ¿Junio de 1894?)
7. Manuscrito F. Recopilación III (18 v 20 de agosto de 1894)
8. Carta 21 (29 de agosto de 1894)
9. Manuscrito G. Melancolía. (Sin fecha. ¿7 de enero de 1895?)
10. Manuscrito H. Paranoia (24 de enero de 1895)
11. Carta 22 (4 de marzo de 1895)
12. Manuscrito I. Migraña: puntos establecidos. (Sin fecha. ¿Marzo de 1895?)
13. Manuscrito J. Señora P. J. (de 27 años). (Sin fecha. ¿1895?)
14. Nota, James Strachey
15. Manuscrito K. Las neurosis de defensa (Un cuento de Navidad) (1° de enero de 1896)
16. Carta 46 (30 de mayo de 1896)
17. Carta 50 (2 de noviembre de 1896)
18. Carta 52 (6 de diciembre de 1896)
19. Carta 55 (11 de enero de 1897)
20. Carta 56 (17 de enero de 1897)
21. Carta 57 (24 de enero de 1897)
22. Carta 59 (6 de abril de 1897)
23. Carta 60 (28 de abril de 1897)
24. Carta 61 (2 de mayo de 1897)
25. Manuscrito L. [Anotaciones I ] (2 de mayo de 1897)
26. Manuscrito M. [Anotaciones II] (25 de mayo de 1897)
27. Carta 64 (31 de mayo de 1897)
28. Manuscrito N. [Anotaciones III] (31 de mayo de 1897)
29. Carta 66 (7 de julio de 1897)
30. Carta 67 (14 de agosto de 1897)
31. Carta 69 (21 de setiembre de 1897)
32. Carta 70 (3 y 4 de octubre de 1897)
33. Carta 71 (15 de octubre de 1897)
34. Carta 72 (27 de octubre de 1897)
35. Carta 73 (31 de octubre de 1897)
36. Carta 75 (14 de noviembre de 1897)
37. Carta 79 (22 de diciembre de 1897)
38. Carta 84 (10 de marzo de 1898)
39. Carta 97 (27 de setiembre de 1898)
40. Carta 101 (3 y 4 de enero de 1899)
41. Carta 102 (16 de enero de 1899)
42. Carta 105 (19 de febrero de 1899)
43. Carta 125 (9 de diciembre de 1899)

## Contenido
El libro abarca una amplia gama de temas, desde cuestiones científicas y teóricas hasta aspectos personales y confidenciales de la vida de Freud. En las cartas, Freud y Fliess discuten ideas y conceptos que más tarde se convertirían en elementos fundamentales del psicoanálisis, como el complejo de Edipo, el inconsciente, la sexualidad infantil y la interpretación de los sueños.
Una parte significativa de la correspondencia se centra en la teoría de la neurosis y la relación entre la sexualidad y los trastornos psicológicos. Freud comparte con Fliess sus descubrimientos y reflexiones sobre casos clínicos, incluyendo su famoso caso de "Anna O." tratado por Josef Breuer. Además, se exploran temas relacionados con la vida personal de Freud, como su relación con su esposa Martha y sus hijos, así como sus inquietudes y dudas acerca de su propio trabajo y legado.
Fragmentos de la correspondencia con Fliess es una obra importante para comprender el proceso de gestación y desarrollo del psicoanálisis, así como para conocer la vida y la mente de uno de los pensadores más influyentes en la historia de la psicología. Ofrece una visión detallada de los pensamientos, teorías y preocupaciones de Freud en sus primeros años como pionero de la psicología moderna.